# Ischiopsopha laglaizei
Ischiopsopha laglaizei är en skalbaggsart som beskrevs av Lansberge 1879. Ischiopsopha laglaizei ingår i släktet Ischiopsopha och familjen Cetoniidae.

## Underarter
Arten delas in i följande underarter:
- I. l. cuprea
- I. l. allardi